# Lista dos treinadores vencedores da Copa da UEFA e da Liga Europa

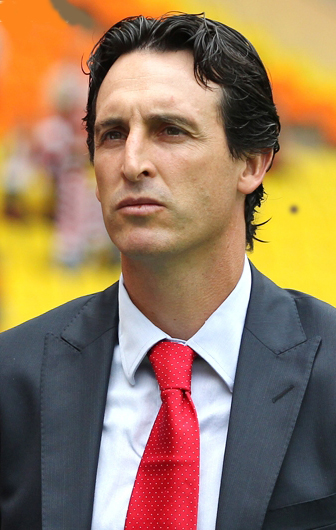
Unai Emery, recordista da Liga Europa (4 vezes vencedor)

A Taça UEFA foi uma competição do futebol europeu realizada entre os anos de 1972 e 2009. O treinador britânico Bill Nicholson liderou o Tottenham na vitória da final inaugural da competição contra o Wolverhampton, um encontro discutido entre equipes inglesas. Durante os primeiros 25 anos, a final foi sempre disputada a duas mãos, nos estádos de cada finalista, em 1998 Luigi Simoni levou o Inter de Milão à vitória sobre a Lazio naquela que foi a primeira final da competição efectuada a uma só mão em campo neutro, no Estádio Parc des Princes em Paris.
Sete treinadores já ganharam a Taça UEFA por mais de uma vez. O três vezes vencedor Giovanni Trapattoni levou a Juventus à vitória em 1977 e 1993 e o Inter de Milão em 1991. Luis Molowny conduziu o Real Madrid a duas vitórias consecutivas na prova nos anos de 1985 e 1986, feito imitado pelo compatriota espanhol Juande Ramos, ao levar o Sevilla à vitória nas finais da Taça UEFA de 2006 e 2007. Unai Emery conseguiu elevar estes feitos dos seus compatriotas, levando o Sevilla a três vitórias consecutivas da prova nos anos de 2014, 2015 e 2016, e levou o Villarreal à sua primeira vitória na competição em 2021. Rafael Benítez outro treinador espanhol ganhou a prova duas vezes, a primeira em 2004 pelo Valencia e a segunda em 2013, desta vez pelo Chelsea. José Mourinho juntou-se a este grupo restrito de treinadores quando levou o Manchester United à conquista da prova em 2017, tendo anteriormente levado o Porto à conquista da prova em 2003. Diego Simeone foi o último a ganhar esta prova por mais do que uma vez, tendo sido através do mesmo clube, Atlético de Madrid, nos anos de 2012 e 2018.
Junto com os treinadores italianos, os treinadores espanhóis são os que mais ganharam Taças UEFA, tendo sido as finais mais recentes dominadas por treinadores espanhóis, com quatro vitórias entre 2013 e 2016. Nove treinadores ganharam o título em equipas de nacionalidade diferente da sua, o mais recente deles foi o italiano Maurizio Sarri, treinador do clube inglês  Chelsea.

## Por ano

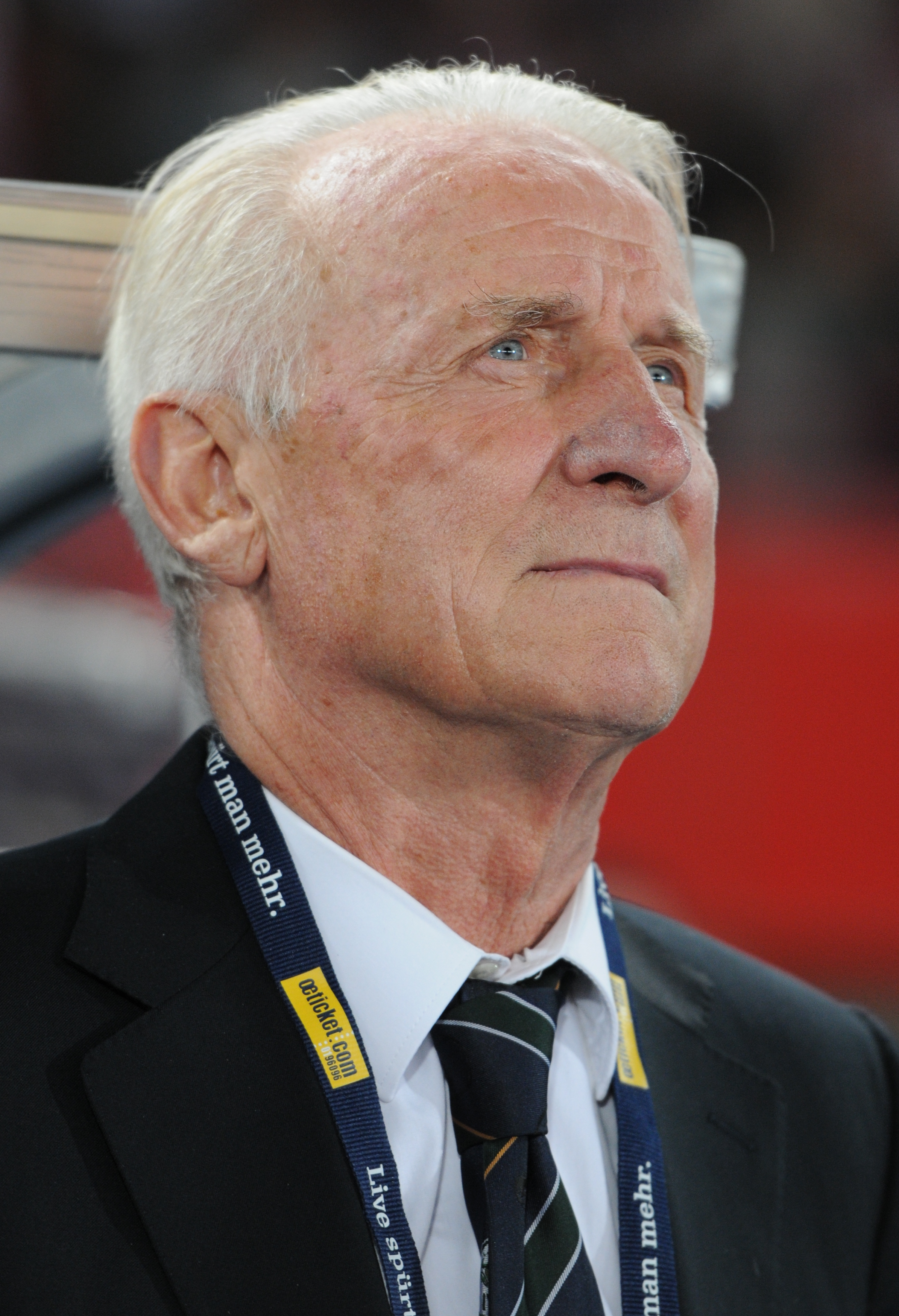
Giovanni Trapattoni, vencedor em 1977, 1991 e 1993

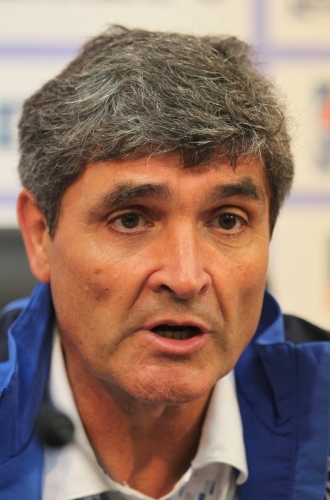
Juande Ramos, campeão em 2006 e 2007

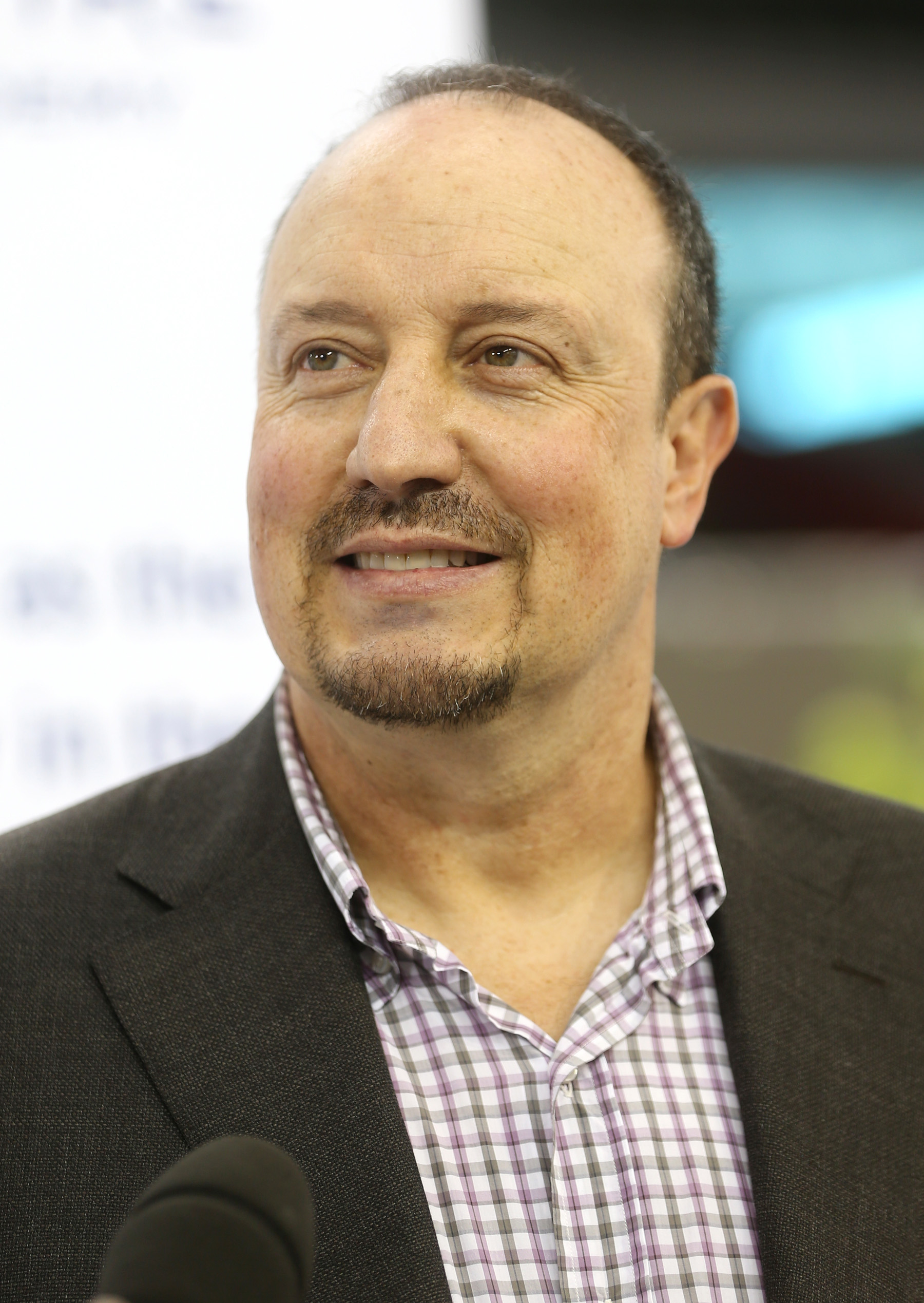
Rafael Benítez conquistou o torneio em 2004 e 2013

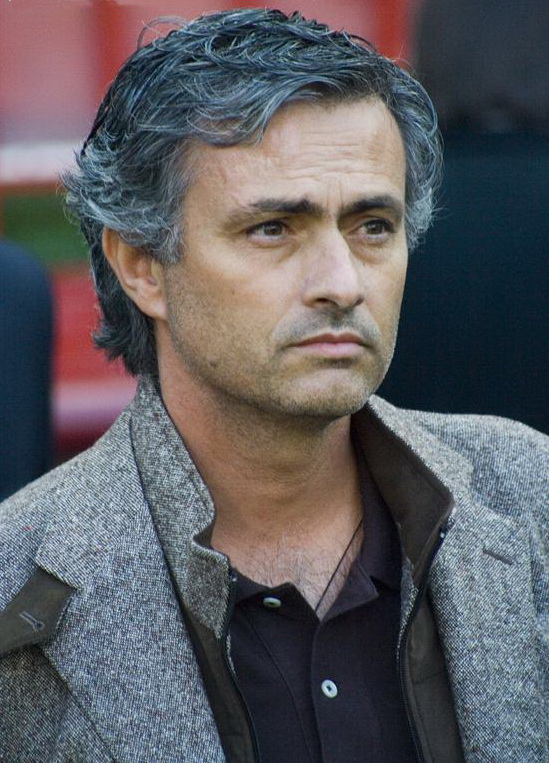
José Mourinho, vencedor em 2003 e 2017

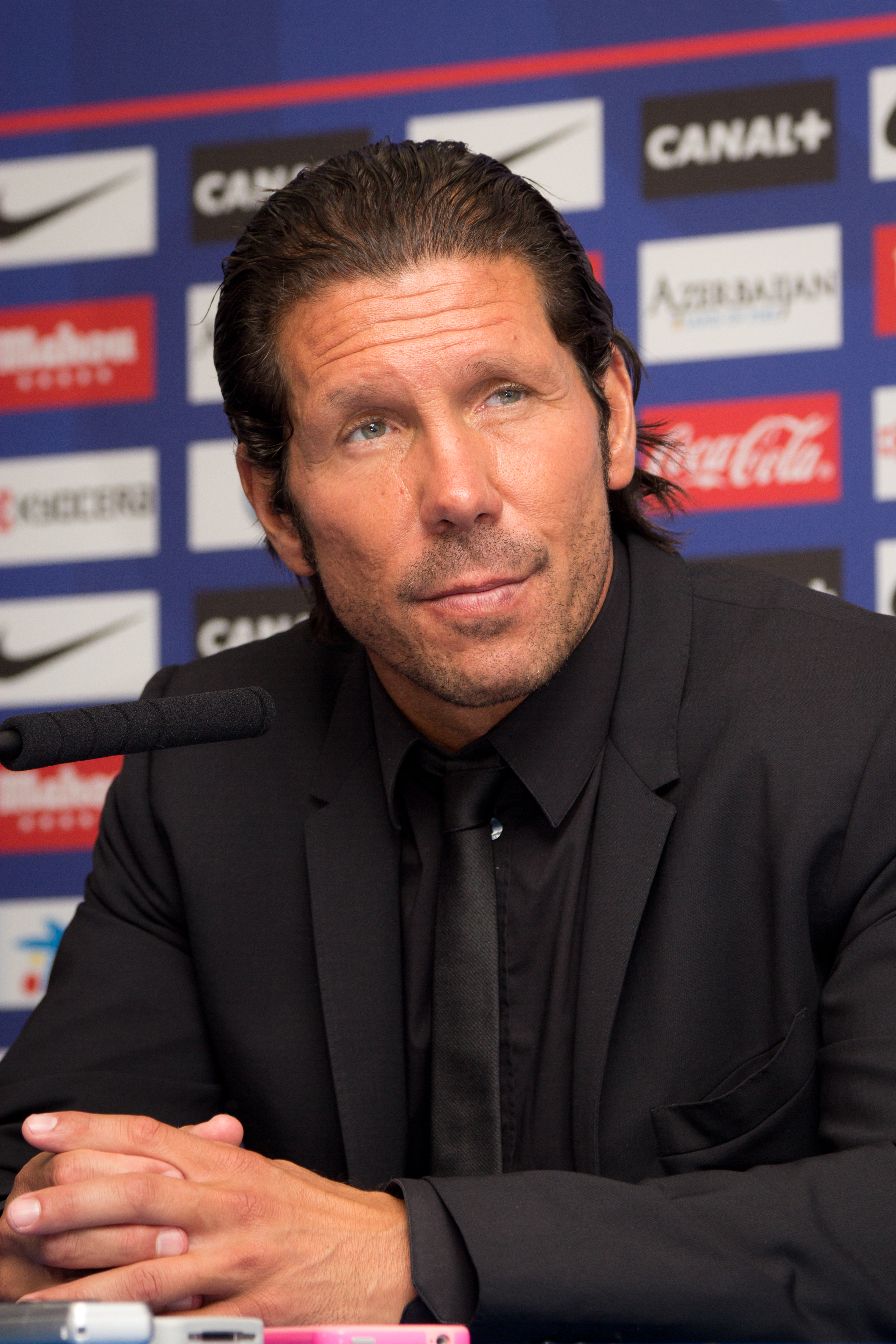
Diego Simeone ganhou a competição em 2012 e 2018

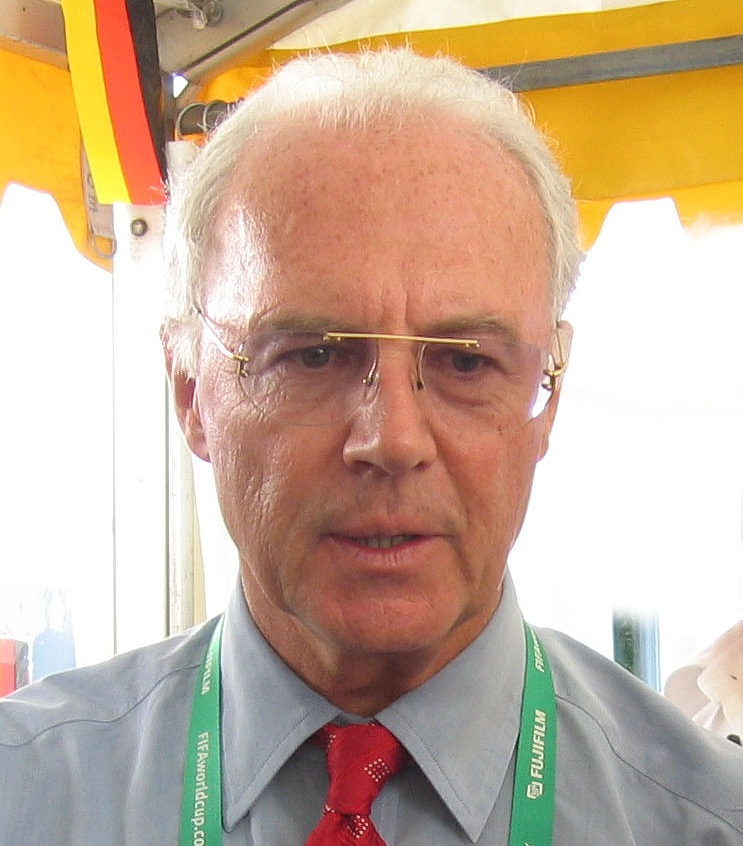
Franz Beckenbauer, campeão em 1996

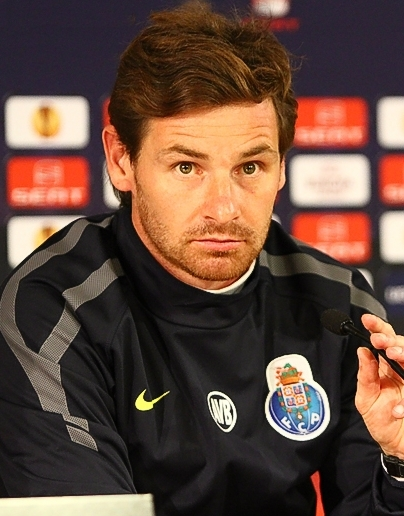
André Villas-Boas, o treinador mais novo de sempre a vencer uma competição europeia com 33 anos

| Final |       | Treinador vencedor   |       | Clube                    | Ref.   |
| ----- | ----- | -------------------- | ----- | ------------------------ | ------ |
| 1972  | ENG ! | Bill Nicholson       | ENG ! | Tottenham                | [ 1 ]  |
| 1973  | SCO ! | Bill Shankly         | ENG ! | Liverpool                | [ 6 ]  |
| 1974  | NED ! | Wiel Coerver         | NED ! | Feyenoord                | [ 7 ]  |
| 1975  | GER ! | Hennes Weisweiler    | GER ! | Borussia Mönchengladbach | [ 8 ]  |
| 1976  | ENG ! | Bob Paisley          | ENG ! | Liverpool                | [ 9 ]  |
| 1977  | ITA ! | Giovanni Trapattoni  | ITA ! | Juventus                 | [ 3 ]  |
| 1978  | NED ! | Kees Rijvers         | NED ! | PSV Eindhoven            | [ 10 ] |
| 1979  | GER ! | Udo Lattek           | GER ! | Borussia Mönchengladbach | [ 11 ] |
| 1980  | GER ! | Friedel Rausch       | GER ! | Eintracht Frankfurt      | [ 12 ] |
| 1981  | ENG ! | Bobby Robson         | ENG ! | Ipswich Town             | [ 13 ] |
| 1982  | SWE ! | Sven-Göran Eriksson  | SWE ! | Gotemburgo               | [ 14 ] |
| 1983  | BEL ! | Paul Van Himst       | BEL ! | Anderlecht               | [ 15 ] |
| 1984  | ENG ! | Keith Burkinshaw     | ENG ! | Tottenham                | [ 16 ] |
| 1985  | ESP ! | Luis Molowny         | ESP ! | Real Madrid              | [ 4 ]  |
| 1986  | ESP ! | Luis Molowny         | ESP ! | Real Madrid              | [ 4 ]  |
| 1987  | SWE ! | Gunder Bengtsson     | SWE ! | Gotemburgo               | [ 17 ] |
| 1988  | GER ! | Erich Ribbeck        | GER ! | Bayer Leverkusen         | [ 18 ] |
| 1989  | ITA ! | Ottavio Bianchi      | ITA ! | Nápoles                  | [ 19 ] |
| 1990  | ITA ! | Dino Zoff            | ITA ! | Juventus                 | [ 20 ] |
| 1991  | ITA ! | Giovanni Trapattoni  | ITA ! | Inter de Milão           | [ 3 ]  |
| 1992  | NED ! | Louis van Gaal       | NED ! | Ajax                     | [ 21 ] |
| 1993  | ITA ! | Giovanni Trapattoni  | ITA ! | Juventus                 | [ 3 ]  |
| 1994  | ITA ! | Giampiero Marini     | ITA ! | Inter de Milão           | [ 22 ] |
| 1995  | ITA ! | Nevio Scala          | ITA ! | Parma                    | [ 23 ] |
| 1996  | GER ! | Franz Beckenbauer    | GER ! | Bayern de Munique        | [ 24 ] |
| 1997  | NED ! | Huub Stevens         | GER ! | Schalke 04               | [ 25 ] |
| 1998  | ITA ! | Luigi Simoni         | ITA ! | Inter de Milão           | [ 2 ]  |
| 1999  | ITA ! | Alberto Malesani     | ITA ! | Parma                    | [ 26 ] |
| 2000  | TUR ! | Fatih Terim          | TUR ! | Galatasaray              | [ 27 ] |
| 2001  | FRA ! | Gérard Houllier      | ENG ! | Liverpool                | [ 28 ] |
| 2002  | NED ! | Bert van Marwijk     | NED ! | Feyenoord                | [ 29 ] |
| 2003  | POR ! | José Mourinho        | POR ! | Porto                    | [ 30 ] |
| 2004  | ESP ! | Rafael Benítez       | ESP ! | Valencia                 | [ 31 ] |
| 2005  | RUS ! | Valery Gazzaev       | RUS ! | CSKA Moscovo             | [ 32 ] |
| 2006  | ESP ! | Juande Ramos         | ESP ! | Sevilla                  | [ 5 ]  |
| 2007  | ESP ! | Juande Ramos         | ESP ! | Sevilla                  | [ 5 ]  |
| 2008  | NED ! | Dick Advocaat        | RUS ! | Zenit                    | [ 33 ] |
| 2009  | ROM ! | Mircea Lucescu       | UKR ! | Shakhtar Donetsk         | [ 34 ] |
| 2010  | ESP ! | Quique Flores        | ESP ! | Atlético de Madrid       | [ 35 ] |
| 2011  | POR ! | André Villas-Boas    | POR ! | Porto                    | [ 36 ] |
| 2012  | ARG ! | Diego Simeone        | ESP ! | Atlético de Madrid       | [ 37 ] |
| 2013  | ESP ! | Rafael Benítez       | ENG ! | Chelsea                  | [ 38 ] |
| 2014  | ESP ! | Unai Emery           | ESP ! | Sevilla                  | [ 39 ] |
| 2015  | ESP ! | Unai Emery           | ESP ! | Sevilla                  | [ 40 ] |
| 2016  | ESP ! | Unai Emery           | ESP ! | Sevilla                  | [ 41 ] |
| 2017  | POR ! | José Mourinho        | ING ! | Manchester United        | [ 42 ] |
| 2018  | ARG ! | Diego Simeone        | ESP ! | Atlético de Madrid       | [ 43 ] |
| 2019  | ITA ! | Maurizio Sarri       | ENG ! | Chelsea                  | [ 44 ] |
| 2020  | ESP ! | Julen Lopetegui      | ESP ! | Sevilla                  | [ 45 ] |
| 2021  | ESP ! | Unai Emery           | ESP ! | Villarreal               | [ 46 ] |
| 2022  | AUT ! | Oliver Glasner       | GER ! | Eintracht Frankfurt      | [ 47 ] |
| 2023  | ESP ! | José Luis Mendilibar | ESP ! | Sevilla                  | [ 48 ] |
| 2024  | ITA ! | Gian Piero Gasperini | ITA ! | Atalanta                 | [ 49 ] |
| 2025  | AUS ! | Ange Postecoglou     | ENG ! | Tottenham Hotspur        | [ 50 ] |

## Treinadores com vitórias múltiplas
| Pos. | Nacionalidade | Treinador           | Nº de Vitórias | Anos                   | Clube(s)                 |
| ---- | ------------- | ------------------- | -------------- | ---------------------- | ------------------------ |
| 1    | Espanha       | Unai Emery          | 4              | 2014, 2015, 2016, 2021 | Sevilla, Villarreal      |
| 2    | Itália        | Giovanni Trapattoni | 3              | 1977, 1991, 1993       | Inter Milan, Juventus    |
| 3    | Espanha       | Luis Molowny        | 2              | 1985, 1986             | Real Madrid              |
| 3    | Espanha       | Juande Ramos        | 2              | 2006, 2007             | Sevilla                  |
| 3    | Espanha       | Rafael Benítez      | 2              | 2004, 2013             | Valencia, Chelsea        |
| 3    | Portugal      | José Mourinho       | 2              | 2003, 2017             | Porto, Manchester United |
| 3    | Argentina     | Diego Simeone       | 2              | 2012, 2018             | Atlético Madrid          |

| Negrito | = | Treinador no ativo |

## Por nacionalidade
Esta tabela mostra o número total de titulos ganho por treinadores de cada nacionalidade.
| Nacionalidade | Nº |
| ------------- | -- |
| Espanha       | 13 |
| Itália        | 11 |
| Países Baixos | 6  |
| Alemanha      | 5  |
| Inglaterra    | 4  |
| Portugal      | 3  |
| Suécia        | 2  |
| Argentina     | 2  |
| Rússia        | 1  |
| Roménia       | 1  |
| França        | 1  |
| Turquia       | 1  |
| Bélgica       | 1  |
| Escócia       | 1  |
| Áustria       | 1  |
| Austrália     | 1  |